# Sladö
Sladö är en ö i Loftahammars socken, Västerviks kommun.
Ön omtalas i dokument första gången 1429 då den hamnade i Karl Knutsson (Bonde)s ägo. 1601 fanns ett lotshemman på ön. 1630 hade Sladö ett hushåll, 1753 tre, 1775 fem och 1779 sju hushåll med sammanlagt 33 personer. Från mitten av 1800-talet fanns även en tullstation på ön. 1890 fanns 74 fastboende på ön men därefter började antalet minska, 1940 bodde 30 personer på ön, 1998 12 personer och 2012 fanns 6 helårsboende på ön.
Genom landhöjningen har Sladö kommit att förenas med den nordliga ön Hasselö. För att förbättra syresättningen i vattnet runt öarna grävdes dock sundet mellan öarna åter upp 2005. En bro, Sundsbron uppfördes dock över sundet för att förbinda de båda öarna. Redan i början av 1900-talet fanns dock en bro mellan öarna på samma plats.